# Motorway M65
La motorway M65 è un'autostrada britannica che attraversa la contea del Lancashire unendo le città di Preston e Colne. L'autostrada è lunga 41,5 km.

## Storia
Il primo troncone dell'autostrada, tra Burnley e Brierfield, venne aperto nel 1981. Le altre sezioni dell'infrastruttura vennero aperte negli anni successivi. L'ultima, quella tra l'M61 e l'M6, venne inaugurata il 18 dicembre 1997 dall'allora Segretario di Stato per gli affari interni del Regno Unito Jack Straw.

## Percorso
| Moroway M65 |            |                                                                      |                     |                                                                      |
| Miglia      | Chilometri | Uscite in direzione est                                              | Uscite              | Uscite in direzione ovest                                            |
| 25.8        | 41.6       | Skipton, Keighley, Nelson, Colne A6068                               | U14                 | Inizio dell'autostrada                                               |
| 24.4        | 39.3       | Nelson, Kendal A682                                                  | U13                 | Nelson A682                                                          |
| 23.3        | 37.5       | Nelson, Brierfield A682                                              | U12                 | Brierfield A682                                                      |
| 21.0        | 33.8       | Nessun accesso                                                       | U11                 | Burnley, Nelson (A679, A682) B6434                                   |
| 19.9        | 32.1       | Burnley (Centro), Padiham A671                                       | U10                 | Burnley (Centro), Padiham A671                                       |
| 18.5        | 29.8       | Burnley (Ovest) A679                                                 | U9                  | Nessun accesso                                                       |
| 17.3        | 27.8       | Bury, Manchester Clitheroe A6068                                     | U8                  | Bury, Manchester A56 Clitheroe A6068                                 |
| 14.5        | 23.3       | Accrington, Clitheroe A6185                                          | U7                  | Accrington A6185                                                     |
| 12.4        | 19.9       | Blackburn (Nord e Est) A678                                          | U6                  | Blackburn (Nord e Est) A678                                          |
| 10.1        | 16.2       | B6232, Shadsworth A6077                                              | U5                  | B6232, Shadsworth A6077                                              |
| 8.5         | 13.6       | Blackburn (Sud), Bolton, Darwen A666, Blackburn with Darwen services | U4 Area di servizio | Blackburn (Sud), Bolton, Darwen A666, Blackburn with Darwen services |
| 4.9         | 7.9        | Blackburn (Ovest) A674 Bolton A675                                   | U3                  | Blackburn (Ovest) A674                                               |
| 2.2         | 3.5        | Manchester, The North West, Lancaster M61 (M6)                       | U2                  | Manchester, The North West, Lancaster M61 (M6)                       |
| 0.7         | 1.2        | The South, Birmingham, The North West, Lancaster (M6)                | U1                  | The South, Birmingham, The North West, Lancaster (M6)                |
| 0.6         | 1.0        | Inizio dell'autostrada                                               | U1A                 | Preston, Bamber Bridge A6                                            |